# 아드리안 산미겔 델 카스티요
아드리안 산 미겔 델 카스티요(Adrián San Miguel del Castillo, 1987년 1월 3일 ~ )는 스페인의 축구 선수이다. 골키퍼이며, 현재 베티스에서 뛰고 있다.

## 기록

### 대회 기록
리버풀 FC (2019~ )
- 프리미어 리그 우승: 2019-20
- FA컵 우승: 2021-22
- EFL컵 우승: 2021-22
- FA 커뮤니티 실드 우승: 2022
- UEFA 슈퍼컵 우승: 2019
- FIFA 클럽 월드컵 우승: 2019